# Go-Reizei
Kaiser Go-Reizei (japanisch 後冷泉天皇 Go-Reizei-tennō; * 28. August 1025; † 22. Mai 1068) war der 70. Tennō von Japan (1045–1068). Sein Eigenname war Chikahito (親仁). Er war der Sohn von Go-Shujaku. Er hatte keinen Sohn. Nach seinem Tod bestieg sein Bruder Go-Sanjō den Thron.